# Station Nerpuy
Station Nerpuy is een spoorwegstation in de Franse gemeente Naintré.